# Daniel Freiherr von Lützow
Daniel Freiherr von Lützow (* 1974 in Zossen) ist ein rechtsextremer deutscher Politiker (AfD). Er ist seit 2019 Mitglied im Landtag Brandenburg.

## Leben
Lützow wuchs in Blankenfelde-Mahlow auf. Er ist dort Gemeindevertreter (seit 2014) und aktives Mitglied der Freiwilligen Feuerwehr. Lützow ist gelernter Maurer und war als Soldat auf Zeit fünf Jahre bei der Bundeswehr, u. a. 1999 im Auslandseinsatz im Kosovo.
Lützow trat 2013 in die AfD ein und ist seit 2017 stellvertretender Vorsitzender der AfD Brandenburg. Er ist Ratsmitglied in Blankenfelde-Mahlow und bildete im Gemeinderat mit einem früheren AfD- und jetzigem LKR-Mitglied die Fraktion Wir für transparente Politik.
Bei der Bundestagswahl 2017 stand von Lützow auf Platz 8 der Landesliste des AfD-Landesverbandes Brandenburg. Er zog bei der Landtagswahl in Brandenburg 2019 über die Landesliste in den Landtag Brandenburg ein. Lützow lebt in Blankenfelde-Mahlow. Bei der Landtagswahl 2024 zog er erneut über die Landesliste in den Landtag ein.
Der Verfassungsschutz Brandenburg stuft Lützow als rechtsextrem ein.
Daniel Freiherr von Lützow ist verheiratet und hat fünf Kinder. Er ist als Kleinunternehmer tätig.

## Bedrohung von Polizisten
Brandenburgs Innenminister Michael Stübgen (CDU) hat im Innenausschuss des Landtags Einzelheiten zum Verhalten des AfD-Landtagsabgeordneten Daniel Freiherr von Lützow bei einer illegalen Geburtstagsfeier in Cottbus geschildert. Nach dem Bericht der Polizeidirektion Süd soll von Lützow Beamte, die von Anwohnern wegen Ruhestörung gerufen worden waren, mit Drohungen am Betreten eines Zimmers gehindert haben, sagte der Minister im Januar 2021. Er soll den Polizeibeamten massiv gedroht haben, „jeden allezumachen“, und auf sein Mandat im Landtag, im Innenausschuss und seine Erfahrung im Auslandseinsatz der Bundeswehr verwiesen haben. Das Ermittlungsverfahren wegen Nötigung und Bedrohung von Polizeibeamten ist noch nicht abgeschlossen.
Die Geburtstagsparty fand nach Angaben des Landeskriminaldirektors in der Nacht vom 27. auf den 28. Dezember 2020 in der Wohnung einer AfD-Kommunalpolitikerin statt – mit deutlich mehr Gästen, als nach der Corona-Eindämmungsverordnung erlaubt gewesen sei. „Nach Angaben der Polizei wurden neun Personen (erlaubt waren nach der damals geltenden Corona-Verordnung maximal fünf Personen über 14 Jahren aus zwei Haushalten) im Alter von 18 bis 33 Jahren angetroffen.“

## Steuerhinterziehung
Wegen Steuerhinterziehung wurde Lützow vom Amtsgericht Potsdam am 15. Februar 2022 zu einer Geldstrafe von 120 Tagessätzen à 120 Euro (14.400 Euro) verurteilt. Er hat als Unternehmer in den Jahren 2015–2017 weder Umsatz- noch Einkommensteuer gezahlt.